# 関根義光
関根 義光（せきね よしみつ、1990年（平成2年）9月21日 - ）は、日本の企業家、投資家。
株式会社BLITZ Marketing（ブリッツマーケティング）創業者。

## 経歴
神奈川県藤沢市生まれ。2009年3月 - 神奈川県立鎌倉高等学校卒業。2011年3月 - 東京理科大学理工学部中退。
2011年12月 - 株式会社Sekinet（セキネット）を設立し、代表に就任。2013年6月 - WEB広告代理店事業・WEBマーケティングにてたった一人で月間3000万円の利益を上げる。
2014年3月 - 初の著書「年収１億円完全マニュアル」を宝島社より出版。
2014年 - 詐欺師に6000万円騙し取られる。同時期に社員の殆どが辞職してしまうが、翌月に過去最高利益を出す。2016年10月 - 大手検索サイトを運営するGoogle株式会社に対し、検索結果から悪評判を削除するよう求める裁判を起こす。2017年12月勝訴。
2017年4月 - 社名を株式会社CryptoPie（クリプトパイ）に変更。2021年10月 - 社名を株式会社BLITZ Marketing（ブリッツマーケティング）に変更。

## 人物
- 起業のきっかけとなったのは「お金が無くて死にそうだ」と思った事。
- 東京理科大学理工学部に入学したものの、授業も忙しくアルバイトもできない、そんな生活の中で貯金を使い果たし、命の次に大切にしていたテニスラケットをネットオークションで販売する。
- そのお金でWebマーケティングに関する書籍を購入し、独学で大学に通いながらも収入を得られるようになる。
- 堀江貴文の書籍に感銘を受け、就職ではなく「起業」という道があることを知り、資本金１円で会社を設立する。それが現在の株式会社BLITZ Marketingである。
- 「スピード至上主義」「信用至上主義」「本質至上主義」の３つの至上主義を掲げ、Webマーケティング、WEBコンサルティング、ITを駆使した様々な事業を展開している。

## 書籍

### 著書
- 年収1億円完全マニュアル（2014年3月、宝島社）

雑誌
- COMPANY TANK（2013年8月号）

## メディア出演

### テレビ番組
- みんなのニュース　（フジテレビ 2016年10月18日）
- ZIP!　（日本テレビ 2017年4月16日）
- メッセンジャーの○○は大丈夫なのか?　（MBS 2017年11月9日）
- ソノサキ〜知りたい見たいを大追跡!〜　（テレビ朝日 2018年10月16日） - 「怪盗ロワイヤル」で「GOD」名義で不動の1位を保っていた

WEBメディア
- 社長名鑑（2015年7月）
- リーダーズスタイル（2017年9月）